# کرامفوش
شهر کرامفوش (به سوئدی: Kramfors) در ناحیه شهری کرامفوش در کشور سوئد واقع شده‌است. جمعیت این شهر ۸۴۵٫۰۳  نفر است.